# Зомманж
Зомма́нж (фр. Zommange) — коммуна во французском департаменте Мозель региона Лотарингия. Относится к кантону Дьёз.

## Географическое положение
Зомманж расположен в 60 км к юго-востоку от Меца. Соседние коммуны: Кюттен на северо-востоке, Рорбаш-ле-Дьёз на востоке, Германж на юге, Лендр-От и Лендр-Бас на юго-западе, Бидестроф на северо-западе.	

## История
- Деревня шателене Маримон бывшей провинции Лотарингия.
- Коммуна была уничтожена во время Тридцатилетней войны 1618—1648 годов и оставалась необитаемой до 1650 года.

## Демография
По переписи 2008 года в коммуне проживало 36 человек.

## Достопримечательности
- Следы древнеримского тракта.
- Церковь Сен-Лоран в неоготическом стиле, 1866 года.